# فرش عربی

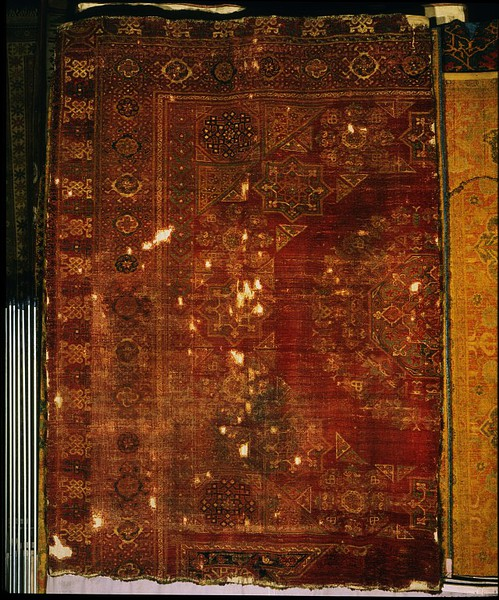
فرش مصری بافته شده بین 1468-1496 CE.

فرش عربی (به عربی:سجاد) گونه ای از فرش شرقی بافته شده در جهان عرب است که با استفاده از تکنیک‌های سنتی عربی بافته می‌شود.

## تاریخچه
فرش‌های عربی با قدمی که به قرن ۷ پیش از میلاد می‌رسد در کاوش‌های باستان‌شناسی د معرب پیدا شده‌اند. رحال نوعی فرش پیشا اسلامی است که در حیره پایتخت باستانی لخمیان بافته می‌شده‌است. مرکز اصلی بافت فرش در جهان عرب به‌طور سنتی مصراست.

## مواد
پشم گوسفند شایع‌ترین مواد مورد استفاده در ساخت سنتی فرش عربی است. مواد دیگر مانند پنبه، پشم شتر، موی بز و کتان نیز استفاده می‌شود. در مرکز فرش‌های بزرگتر ابریشم نیز بخ احتمال زیاد مورد استفاده قرار می‌گیرد.

## در فرهنگ عرب
قالیچه پرندهعلاءالدین از نمونه‌های برجستهٔ فرش عربی است که اغلب در فرهنگ عرب حضور دارد.